# 班塘语
班塘语(自称：ban33 taŋ33)是老挝南部一种彝语。它在毕苏语群内部的演化相当激进。